# NGC 1521
NGC 1521 ist eine Elliptische Galaxie mit aktivem Galaxienkern vom Hubble-Typ E3 im Sternbild Eridanus südlich des Himmelsäquators. Sie ist schätzungsweise 185 Millionen Lichtjahre von der Milchstraße entfernt und hat einen Durchmesser von etwa 150.000 Lichtjahren.
Im selben Himmelsareal befindet sich u. a. die Galaxie NGC 1518.
Das Objekt wurde am 21. November 1835 von John Herschel entdeckt.